# Darrell Zwerling
Darrell Zwerling (* 9. September 1928 in Pittsburgh, Pennsylvania; † 11. April 2014 in Hollywood, Kalifornien) war ein US-amerikanischer Schauspieler.

## Leben
Darrell Zwerling wurde 1928 in Pittsburgh, im US-Bundesstaat Pennsylvania als Sohn von Irwin und Esther Zwerling, jüdischen Emigranten aus Österreich und Rumänien, geboren.
Zwerling arbeitete vor der Schauspielerei als Optiker.
1968 hatte Zwerling in dem Film The Secret Life of an American Wife seinen ersten Auftritt. 1973 stand er in der Fernsehserie Mary Tyler Moore erstmals für das Fernsehen vor der Kamera. In der Fernsehserie Kojak – Einsatz in Manhattan hatte er 1973 bis 1975 erstmals eine wiederkehrende Rolle. Bis zuletzt 1991 war er in mehr als 50 Film- und Fernsehproduktionen zu sehen.

## Filmografie
- 1968: The Secret Life of an American Wife
- 1971: Mortadella (Lady Liberty)
- 1973: Mary Tyler Moore (The Mary Tyler Moore Show, Fernsehserie, Folge 4x04 Szenen einer Ehe)
- 1973: Miracle on 34th Street (Fernsehfilm)
- 1973–1975: Kojak – Einsatz in Manhattan (Kojak, Fernsehserie, 8 Folgen)
- 1974: Mannix (Fernsehserie, Folge 7x19 Herkunft unbekannt)
- 1974: Winter unserer Liebe (Our Time)
- 1974: Chinatown
- 1974: Columbo (Fernsehserie, 2 Folgen)
- 1974, 1977: Make-up und Pistolen (Police Woman, Fernsehserie, 2 Folgen)
- 1975: Judgment: The Court Martial of Lieutenant William Calley (Fernsehfilm)
- 1975: Karen (Fernsehserie, Folge 1x02)
- 1975: Sanford and Son (Fernsehserie, Folge 4x21)
- 1975: Doc Savage – Der Mann aus Bronze (Doc Savage: The Man of Bronze)
- 1975: New York antwortet nicht mehr (The Ultimate Warrior)
- 1975: Joe and Sons (Fernsehserie, Folge 1x11)
- 1976: McCoy (Fernsehserie, Folge 1x04)
- 1976: Bumpers Revier (The Blue Knight, Fernsehserie, Folge 1x05)
- 1976: Familiengrab (Family Plot)
- 1976: Jigsaw John (Fernsehserie, Folge 1x15)
- 1976: Newman’s Drugstore (Fernsehfilm)
- 1976: The Boy in the Plastic Bubble (Fernsehfilm)
- 1976: Imbiss mit Biss (Alice, Fernsehserie, Folge 1x09)
- 1977: Unsere kleine Farm (Little House on the Prairie, Fernsehserie, 2 Folgen)
- 1977: The Greatest Thing That Almost Happened (Fernsehfilm)
- 1977: The Red Hand Gang (Fernsehserie, 2 Folgen)
- 1977: Quincy (, M. E. , Fernsehserie, Folge 3x09)
- 1977: Unternehmen Capricorn (One)
- 1977: Mel Brooks’ Höhenkoller (High Anxiety)
- 1977–1979: Starsky & Hutch (Fernsehserie, 5 Folgen)
- 1978: With This Ring (Fernsehfilm)
- 1978: Grease
- 1978: The Eddie Capra Mysteries (Fernsehserie, Folge 1x03)
- 1979: Blind Ambition (Miniserie, 4 Folgen)
- 1979: Was, du willst nicht? (The Main Event)
- 1979: … und Gerechtigkeit für alle (. .. And Justice for All)
- 1979: T. R. Sloane (A Man Called Sloane, Fernsehserie, Folge 1x06)
- 1979: Buck Rogers (Buck Rogers in the 25th Century, Fernsehserie, Folge 1x08)
- 1980: Die Schnüffler (Tenspeed and Brown Shoe, Fernsehserie, Folge 1x04)
- 1980: Barney Miller (Fernsehserie, Folge 7x04)
- 1982: Trapper John, M. D. (Fernsehserie, Folge 3x11)
- 1982: Best of the West (Fernsehserie, Folge 1x22)
- 1982: Vater Murphy (Father Murphy, Fernsehserie, Folge 2x03)
- 1983: Sunset Limousine (Fernsehfilm)
- 1984: Simon & (Fernsehserie, 2 Folgen)
- 1985: Cagney & Lacey (Fernsehserie, Folge 4x12)
- 1985: Sno-Line
- 1986: Polizeirevier Hill Street (Hill Street Blues, Fernsehserie, Folge 6x12)
- 1986: Matlock (Fernsehserie, Folge 1x01)
- 1986: Schatten der Leidenschaft (The Young and the Restless, Fernsehserie, 2 Folgen)
- 1987: Der Denver-Clan (Dynasty, Fernsehserie, Folge 7x28 Der Hochzeitstag)
- 1987: L. A. Law – Staranwälte, Tricks, Prozesse (L. A. Law, Fernsehserie, Folge 2x06 Ein Fall für alte Herren)
- 1988: Showdown in Atlantic City (Glitz, Fernsehfilm)
- 1989: Rush Week
- 1990: Joe gegen den Vulkan (Joe Versus the Volcano)
- 1990: Wild at Heart – Die Geschichte von Sailor und Lula (Wild at Heart)
- 1991: Mord ist ihr Hobby (Murder, She Wrote, Fernsehserie, Folge 8x09 Mord in bester Gesellschaft)